# Sepsi Tabakó Festival
A Sepsi Tabakó Festival (vagy röviden Tabakó) Erdély egyik legnagyobb könnyűzenei és kulturális rendezvénye, amelyet minden év augusztusa végén rendeznek meg Sepsiszentgyörgyön, általában a volt Dohánygyár területén. 2024-ben helyszínt váltott a fesztivál, amikor a Sepsi Duna Aréna területére lett átköltöztetve.

## Története

### Előzmények
Az első könnyűzenei esemény a Dohánygyár területén 2022 áprilisában zajlott le "The Base" néven, a Szent György napok programsorozata részeként. Ez az esemény nem egy önálló fesztiválként, hanem a városnapok alkalmával a fiatalok számára kijelölt rendezvényi térként működött. A kezdeményezés nagy népszerűségnek örvendett, és a három nap alatt számos fiatal látogatott el a helyszínen zajló koncertekre és egyéb programokra. Az esemény azóta is évről évre megrendezésre kerül.

### A fesztivál kialakulása
A "The Base" esemény sikerét követően Sepsiszentgyörgy önkormányzata úgy döntött, hogy elindít egy fesztivált, amely a város történetében először kerül megrendezésre. A rendezvény helyszínéül a sepsiszentgyörgyi Dohánygyár területét választották, amelyet az önkormányzat nemrégiben vásárolt meg a román államtól. A fesztivál nevét is ekkor választották ki: "Tabakó", mivel a név szoros kapcsolatban áll a helyszín történetével és ipari múltjával.

### Az első fesztivál

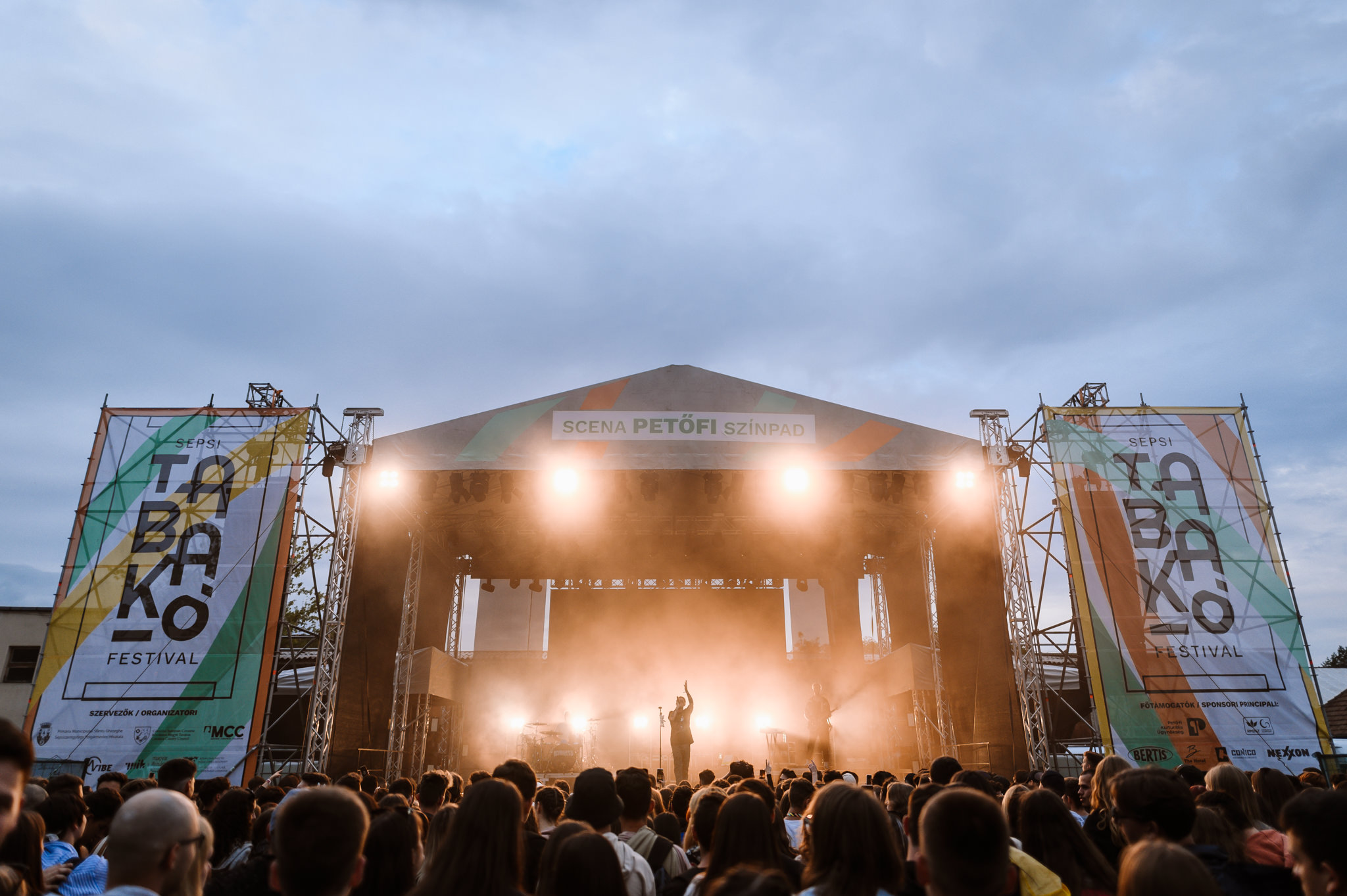
Dzsúdló, a "Petőfi" színpadon

A fesztivál első évében hatalmas sikert aratott, hiszen a három nap alatt több mint 50 000 látogató vett részt az eseményen. A koncertek mellett beszélgetések, foglalkozások és egyéb programok is színesítették a rendezvényt. Az első napon olyan neves fellépők léptek színpadra, mint Dzsúdló, a Carson Coma, valamint ByeAlex és a Slepp. A második napon, a heves eső ellenére is sokan kilátogattak a helyszínre, hogy élőben hallgathassák kedvenc előadóikat, többek között Azahriah, a Follow the Flow és Lotfi Begi is felléptek. A harmadik napon már kevesebb látogató volt jelen, de így is színvonalas előadások zajlottak, többek között a Margaret Island is fellépett. Beton.Hofi ugyanott lett volna, de betegség miatt nem tudott részt venni, őt Lil Frakk váltotta.

### A második idény

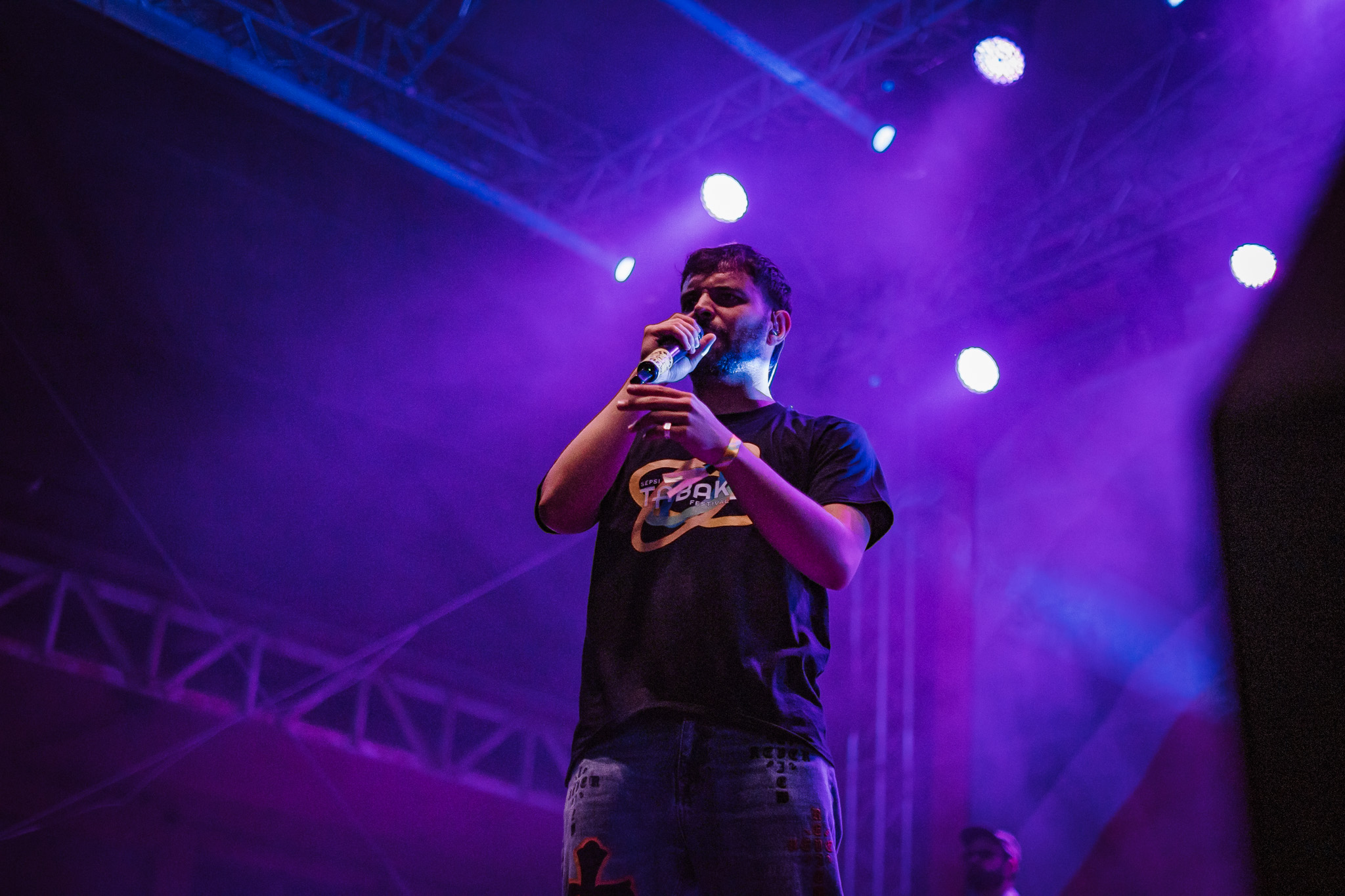
Beton.Hofi koncertje 2023-ban

2023-ban is neves fellépők színesítették a fesztivál programját, és Beton.Hofi is visszatért a tavalyi elmaradt koncertje után. Ebben az évben a magyar előadók mellett először szerepeltek román vendégelőadók is, például Smiley. A fesztivál második napján még nagyobb volt a zenei felhozatal: az Elefánt kezdte a koncertsorozatot, majd Dzsúdló ismét színpadra lépett, őt Manuel követte, és az estét számos nagy kaliberű lemezlovas zárta. A fesztivál utolsó napján kevesebb látogató volt, amit részben a rossz idő is elősegített. A Hundred Sins koncertje után DJ Pici zárta a rendezvényt.

### Helyszínváltás és a harmadik évad

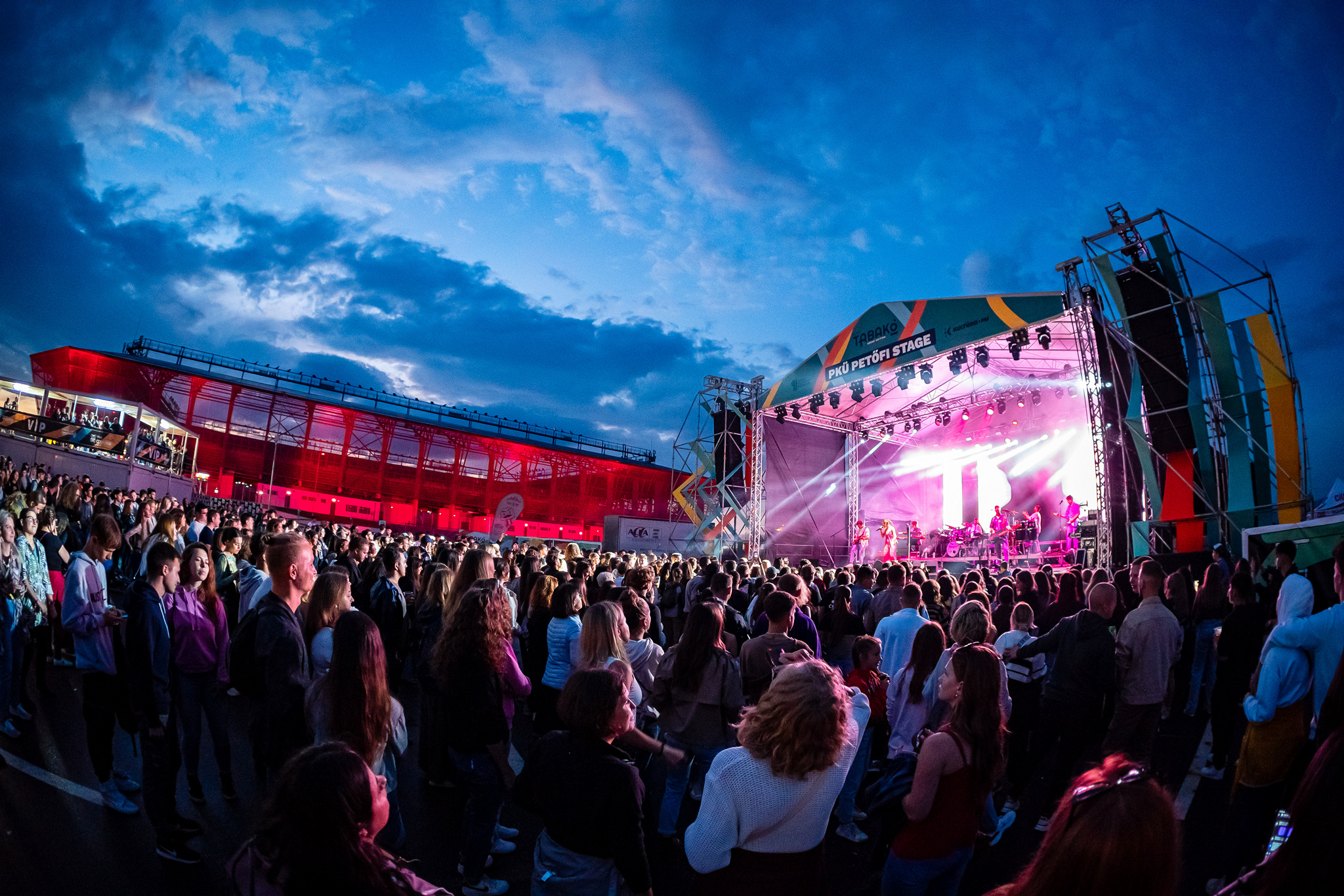
A nagyszínpad a Sepsi OSK Arénával (új nevén Sepsi Duna Aréna) a háttérben

2024 nyarán a fesztivál hivatalos Facebook oldalán bejelentette, hogy ideiglenesen elköltözik a Dohánygyár területéről, mivel ott felújítások zajlanak. Az új helyszín a Sepsi Duna Aréna parkolója lett. A helyszínváltás sokak számára csalódást okozott, amit a szervezők felé is kifejeztek. Ennek ellenére a rendezvényre így is sokan ellátogattak, bár a három év közül 2024-ben voltak a legkevesebben. Az idei fesztiválon nagyobb hangsúlyt kaptak a román előadók, így fellépett például Inna, Carla's Dreams és a Dirty Nano. A rendezvény egyik legnagyobb nevének DJ Antoine számított, aki a 2010-es évek elején világhírnevet szerzett. A magyar fellépők között is számos ismert név szerepelt: ByeAlex és a Slepp, a Margaret Island, Ganxsta Zolee és a Kartel, az AWS, valamint a Konyha.

### Negyedik év
A legutóbbi fesztivál befejezését követően bejelentették, hogy a Sepsi Tabakó Festival 2025-ben is megrendezésre kerül, ugyanazon a helyszínen, a szokásos időpontban.

## A fesztivál adatai
Az alábbi táblázat a fesztivál főbb adatait mutatja be 2022-től:
| Év   | Dátum                      | Főbb előadók                                                                                                | Látogatók száma összesen |
| ---- | -------------------------- | --- | ------------------------ |
| 2022 | szeptember 1-3.            | Carson Coma Margaret Island Follow The Flow Dorogi Irie Maffia BSW Analog Balaton Dzsúdló ByeAlex Azahriah  | 55000                    |
| 2023 | augusztus 31-szeptember 2. | Beton.Hofi Blahalouisiana Dzsúdló Elefánt Hundred Sins Manuel Tankcsapda Parno Graszt Punnany Massif Smiley | 50000                    |
| 2024 | augusztus 29-31.           | Inna DJ Antoine Carla's Dreams Wellhello ByeAlex Dirty Nano Margaret Island Soulwave Ganxsta Zolee AWS      | 40000                    |
| 2025 | augusztus 28-30.           | N/A | N/A                      |